# Polydor Vergil
Polydor Vergil (italienisch Polidoro Virgilio, lateinisch Polydorus Vergilius oder Virgilius; * um 1470; † 18. April 1555 in Urbino) war ein italienischer Humanist, der ein halbes Jahrhundert in England wirkte.

## Leben
Der zweite Sohn des Apothekers Giorgio Virgilio wuchs in der Nähe von Urbino auf. Später absolvierte er ein humanistisches Studium in Padua, wahrscheinlich auch in Bologna. Die Priesterweihe empfing er ca. 1496. Vergil hatte Kontakt zum herzoglichen Hof in Urbino mit seiner berühmten Renaissance-Bibliothek, denn der Tutor des jungen Guidobaldo da Montefeltro, Lodovico Odassio, förderte ihn in seinen ersten Berufsjahren. Vergil zeigte seine Dankbarkeit, indem er sein Werk De rerum inventoribus Odassio widmete, das 1499 in Venedig gedruckt wurde. Im Jahr zuvor war Vergils erstes Buch De Proverbiis (Über Sprichwörter, die spätere, stark erweiterte Ausgabe hieß De adagiis) in derselben Stadt gedruckt worden. Bereits in jungen Jahren zeigte sich damit für Vergil seine beiden späteren Haupttätigkeiten: als Kirchenmann und Autor humanistischer Werke.
1502 wurde er nach England entsandt, um das Amt des Subkollektors auszuüben und die Abgaben einzutreiben, die an die Kurie in Rom zu leisten waren. In diesem Amt vertrat er den Hauptkollektor (seit 1489) Adriano Castellesi, der, obwohl nur wenig in England weilend, auch Bischof von Hereford war und 1503 zum Kardinal ernannt wurde. Dieser umtriebige Kardinal übte unter Papst Alexander VI. großen Einfluss an der Kurie aus und genoss auch hohes Ansehen am englischen Königshof.
Polydor Vergil lebte, von einigen Aufenthalten in Italien abgesehen, rund 50 Jahre in England und kehrte erst im Alter von 83 Jahren endgültig in seine Heimatstadt Urbino zurück. Zwischen 1503 und 1513 erhielt Vergil eine Reihe von Pfründen, die ihm eine stabile Lebensgrundlage sicherten und trotz der einsetzenden Reformation einen gewissen Einfluss in der englischen Kirche ermöglichten. Am wichtigsten darunter waren ab dem Jahr 1508 das Amt des Erzdiakons von Wells im westenglischen Bistum Bath und Wells (Castellesi war inzwischen auf diesem Bischofssitz inthronisiert) und eine Pfründe am Dom von St. Paul’s in London. Wenn er sich nicht gerade am Domkapitel in Wells aufhielt, lebte Vergil in der Nähe von St. Paul’s Churchyard in London. Seit 1508 Mitglied von Doctors’ Commons, einem vornehmen Londoner Dining Club für die intellektuelle Elite, genoss er dort die Gesellschaft wichtiger Prälaten und Gelehrter.
Seine Laufbahn in der Kirche – als Priester, als Vertreter der päpstlichen Kurie in England und als Kirchenpolitiker in diesem Land – wie auch als Gelehrter, war für jene Zeit sehr europäisch ausgerichtet. Er war mit bedeutenden Humanisten und Kirchenmännern bekannt bzw. befreundet wie Thomas Morus, John Fisher, Erasmus von Rotterdam, Richard Fox, dem venezianischen Historiker Marcantonio Sabellico und dem Humanisten Filippo Beroaldo aus Bologna. Er genoss auch gute Verbindungen zum englischen Hof, zu den Herzögen von Urbino sowie zur Kurie in Rom. Vergils Bücher wurden in zahlreichen europäischen Ländern gedruckt und aus dem Lateinischen in acht verschiedene Sprachen übersetzt.
Es waren wohl die Patronage des zunehmend umstrittenen Kardinals Castellesi und die Feindschaft des mächtigen Thomas Wolsey, dem Erzbischof von York und späteren Lord Chancellor, die letztlich dazu beitrugen, dass Vergils Laufbahn in der Hierarchie der Kirche stagnierte. Castellesi, Kirchendiplomat auf internationaler Ebene und eine der schillerndsten Persönlichkeiten seiner Zeit, konnte nach dem Tod Alexanders VI. (1503) seine Machtbasis in Rom unter den späteren Päpsten nicht weiter ausbauen. Als der Stern des Kardinals im zweiten Jahrzehnt des 16. Jahrhunderts allmählich sank, wurde auch Vergils Position in London schwächer. 1515 wurde Vergil für acht Monate im Tower of London gefangen gehalten, nachdem Briefe an Castellesi mit belastenden Aussagen abgefangen und Wolsey zugeleitet worden waren. Vergil kam nach heftigen Protesten, unter anderem von Leo X., wieder frei, musste aber in demselben Jahre das Amt des Subkollektors abgeben. Damit nicht genug. Als Castellesi der Verwicklung im Mordkomplott gegen Leo X. 1517 beschuldigt wurde und die Flucht aus Rom ergriff, stand Vergil ohne Protektor an der Kurie da. Er zog die Konsequenz aus den heftigen politischen Rangeleien und hielt sich danach von der internationalen Kirchendiplomatie fern. Noch drei Jahrzehnte blieb er in seinen Kirchenämtern und in der Konvokation (dem englischen Kirchenparlament) tätig, widmete sich aber nun vor allem seinen literarischen Interessen. Mit seinen ausgezeichneten Kenntnissen des Lateins sowie als scharfsinniger Beobachter der Entwicklung seiner insbesondere auf dem Gebiet der Religion sehr unruhigen Zeit, trug Vergil dazu bei, dass die Weltsicht und Gelehrsamkeit des in Italien entwickelten Humanismus der Renaissance in England und anderen europäischen Ländern aufgenommen wurden.

## Werke

### Anglica historia
Das bis heute bekannteste Produkt Vergils literarischer Tätigkeit ist seine Anglica historia (entstanden 1506–1514, gedruckt 1534), die erste humanistische, quellenkritische Darstellung der englischen Geschichte mit einem Bericht der Ereignisse bis zum Tod von Heinrich VII. 1509 (in späteren Auflagen bis 1538). Der damalige englische König Heinrich VII., von Vergils Gelehrsamkeit und seinen frühen literarischen Erfolgen beeindruckt, beauftragte ihn, das Werk zu schreiben. Mit ihm hat sich der Italiener große Verdienste um die englische Geschichtsschreibung erworben und beeinflusste Autoren wie Francis Bacon und William Shakespeare. Von vielen seiner Zeitgenossen in England wurde er aber wegen seines mythenzerstörenden Umgangs mit der Geschichte des Landes und insbesondere mit der Legende des Artus angefeindet, aber auch deshalb, weil Vergil auch nach dem Bruch mit Rom 1534 unter Heinrich VIII. altgläubig blieb. In der Anglica historia wird besonders seine Darstellung Heinrichs VII. hoch geschätzt. Vergils Bericht von der Regierungszeit Heinrichs VIII. gilt aufgrund seiner maliziösen Charakterisierung von Wolsey aber auch seiner Betonung außenpolitischer Vorgänge (um von seinem Schweigen über viele innenpolitische Entwicklungen abzulenken) als ein wenig einseitig.

### De rerum inventoribus
Vergils zweite Hauptwerk ist eine Abhandlung über die Erfinder aller Dinge: De rerum inventoribus, veröffentlicht 1499 zunächst als dreibändiges Werk in Venedig, ergänzt um fünf weitere Bände und gedruckt 1521 in Basel bei Johannes Froben. Mit diesem Werk begründete Vergil das neue Interesse der Moderne an der Figur des Erfinders. Im Gegensatz zum heute enger definierten Begriff des Erfinders fasste Vergil den Begriff Erfindung sehr weit, denn er deutete sie als schöpferischen kulturellen Akt der Selbstbehauptung des Menschen. Letztlich ist alle (Kultur-)Geschichte seit der Schöpfung eine Aneinanderreihung von Erfindungen im Sinne von ersten Schritten und Ursprüngen. So umfassen die ersten drei Bände des Werks solche Innovationen wie Alphabete, Gesetze und Regierungsformen, Obstanbau, Obelisken und warme Bäder, geordnet nach Sachgebieten.
Während Vergil sich in den ersten Bänden meist mit den Erfindern der antiken Welt befasste, widmete er sich in den fünf späteren Bänden den Anfängen (d. h. Erfindungen) der christlichen Institutionen. Mit seiner scharfsinnigen Analyse der Institutionen der christlichen Kirche (Priesteramt, Beichte, Opfer, verschiedener Riten etc.), wie sie zu seiner Zeit bestanden, und ihrer Anfänge in jüdischen und römischen Bräuchen und Institutionen oder als päpstliche Erneuerungen, betrat Vergil Neuland und trug wesentlich zur Historisierung des Werdeprozesses der mittelalterlichen Kirche bei. Insgesamt kann sein De rerum inventoribus als eine prototypische Kulturgeschichte gesehen werden. Während der ersten Jahrzehnte der Reformation blieb Vergil stets der Römischen Kirche treu; doch mit seinen kritischen Bemerkungen über die Ursprünge und damit die Legitimität der Institutionen zog Vergil die Aufmerksamkeit der Zensurbehörde auf sein Buch. Es wurde in der Mitte des 16. Jahrhunderts in den Index verbotener Bücher aufgenommen; spätere Ausgaben mussten in katholischen Ländern expurgiert (d. h. „gereinigt“) werden.
In zahlreichen Bibliotheken mit historischem Bücherbestand sind Ausgaben von einem oder mehreren Werken Vergils zu finden; allein in der Münchner Staatsbibliothek gibt es 61 Exemplare von De rerum inventoribus in 41 Ausgaben. Schon zu Vergils Zeit wurde dieses Werk in fünf Sprachen übersetzt und ca. 40 Mal nachgedruckt; es war ein Renaissance-Bestseller.

### Weitere Werke
- die Edition der 8. Auflage von Niccolò Perottis riesigem Martial Kommentar, Cornucopiae, Venedig 1496
- In dominicam precem commentariolum (Kommentar über das Vater Unser), zuerst mit De rerum inventoribus 1525 in Basel gedruckt,
- eine Edition von Gildas’ De calamitate, excidio et conquestu Britanniae, die erste kritische Edition eines Werkes der älteren englischen Geschichtsschreibung, gedruckt 1525
- auf Anregung von Erasmus übersetzte Vergil ein kurzes Werk, dem Kirchenvater Johannes Chrysostomos zugeschrieben, Regis et monachi comparatio (gedruckt Paris 1530)
- De prodigiis et sortibus libri III (1526 and 1527 verfasst, aber erst 1531 gedruckt); Vergil widmete diesen Dialog Francesco Maria I. della Rovere, dem Herzog von Urbino.
- drei weitere Dialoge, gedruckt 1545 in Basel: De patientia et eius fructu libri II, De vita perfecta liber I und De veritate et mendacio liber I. Der erste Dialog, Über die Geduld, war Guidobaldo II., dem Herzog von Urbino, gewidmet war.
- sein letzter Dialog De Iureiurando et periurio liber I, John, dem 1. Herzog von Northumberland gewidmet, wurde zusammen mit den vier vorhergehenden Dialogen 1553 in Basel gedruckt.

## Textausgaben und Übersetzungen
- Brian P. Copenhaver (Hrsg.): Polydore Vergil: On Discovery. Harvard University Press, Cambridge (Massachusetts) 2002, ISBN 0-674-00789-1 (enthält die Bücher I–III; lateinischer Text und englische Übersetzung)
- John Langley (Übers.): Polydori Virgilii de Rerum Inventoribus. Übersetzt ins Englische. New York 1868.
- Markus Tach (Übers.): Vergilius Polydorus, Von den Erfyndern der Dyngen. Augsburg 1537, Ausgabe 1615
- Beno Weiss, Louis C. Pérez (Übersetzer): Beginnings and discoveries. Polydore Vergil’s De inventoribus rerum. Nieuwkoop 1997 (Übersetzung aller acht Bände ins Englische)